# أولوس (مدينة)
أولوس  هي مدينة وإقليم محافظة بارتين في منطقة البحر الأسود بتركيا. رئيس البلدية هو حسن حسين أوزون (Hasan Hüseyin Uzun) ( AKP ).

## أعلام
- يلماز طنتش